# Pete Wagner
Pour les articles homonymes, voir Wagner.
Pete Wagner, né le 26 janvier 1955 à Milwaukee est un caricaturiste politique, activiste et auteur américain. Son travail a été publié dans plus de 300 journaux et périodiques. Ses dessins animés et pièces théâtrales activistes ont fait l'objet de controverses et d'attentions fréquentes des médias.